# 123 до н. е.

## Події
- Гай Гракх вперше обраний народним трибуном у Римі.
- Проконсул Гай Секстій Кальвін заснував місто Екс-ан-Прованс.[1]
- Консул Квінт Цецилій Метелл Балеарік захопив Балеарські острови, іншим консулом був Тит Квінкцій Фламінін.
- Мітрідат II став царем Парфії (за іншими даними у 121)

### Астрономічні явища
- 23 січня. Кільцеподібне сонячне затемнення.[2]
- 19 липня. Повне сонячне затемнення.[2]

## Померли
близько 123. Публій Рупілій